# Macrocyprina schmitti
Macrocyprina schmitti is een mosselkreeftjessoort uit de familie van de Macrocyprididae. De wetenschappelijke naam van de soort is voor het eerst geldig gepubliceerd in 1949 door Tressler.